# Elaphoglossum
Elaphoglossum es un género de helechos perteneciente a la familia  Dryopteridaceae. Contiene 1029 especies  descritas y de estas, solo 428 aceptadas.

## Descripción
Son epífitas; con rizoma de 1-15 mm de diámetro, corta a largamente rastrero, raramente erecto, delgado a robusto; escamas del rizoma anaranjadas a negras, unidas basalmente o peltadas, enteras a dentadas; hojas de 2-60(-200) cm, simples, erectas, abiertas o péndulas; pecíolo largo o muy corto, glabro o escamoso, a veces también con diminutos tricomas glandulosos, la base a menudo más oscura (filopodio), con abscisión en su límite superior, más que en el rizoma; lámina linear a ovada u oblanceolada, la base redondeada a largamente atenuada, el ápice acuminado o caudado a obtuso; nervadura media sulcada adaxialmente, generalmente con escamas del pecíolo en el envés, las nervaduras generalmente libres (raramente reticuladas o con una nervadura comisural marginal), simples a 2-bifurcadas, terminando cerca de los márgenes, las que terminan lejos generalmente terminan en hidatodos conspicuos; escamas de la lámina a veces diferentes de las del rizoma o del pecíolo, abundantes a ausentes, a menudo muy reducidas y semejantes a tricomas estrellados; hojas fértiles más largas o más cortas que las hojas estériles pero generalmente con la lámina angostada y el pecíolo proporcionalmente más largo; lámina fértil completamente cubierta por esporangios (soros acrosticoides) en el envés; esporangios largamente pediculados; parafisos presentes en algunas especies, pero generalmente ausentes; esporas bilaterales, monoletes, generalmente con crestas altas o bajas, pero algunas equinadas o diminutamente verrugosas y sin crestas; tiene un número de cromosomas de x=41.

## Taxonomía
El género fue descrito por Schott ex J.Sm.  y publicado en Journal of Botany, being a second series of the Botanical Miscellany 4: 148. 1842.  La especie tipo es: Elaphoglossum conforme (Sw.) J. Sm. 

## Especies seleccionadas
- Elaphoglossum accedens (Mett.) C.Chr.
- Elaphoglossum achroalepis (Baker) C.Chr.
- Elaphoglossum aconiopteroideum Hieron.
- Elaphoglossum acrocarpum (Mart.) T.Moore
- Elaphoglossum acrostichoides (Hook. & Grev.) Schelpe
- Elaphoglossum agostinii Vareschi
- Elaphoglossum serpens Maxon y C.V.Morton
- Lista completa de especies